# The Complete Computer Fireworks Celebration Kit
The Complete Computer Fireworks Celebration Kit è un insolito videogioco, pubblicato da Activision nel 1985 per Commodore 64, che consiste nella simulazione di uno spettacolo di fuochi d'artificio. La rivista statunitense Run lo descrisse tra i software di grafica piuttosto che tra i videogiochi.

## Modalità di gioco
Il gioco non ha un preciso obiettivo, ma consiste nel programmare e visualizzare spettacoli di fuochi d'artificio, creandoli da zero o modificando gli spettacoli di esempio già inclusi.
Ogni spettacolo può essere composto da una sequenza di diversi tipi di effetti pirotecnici, in cielo o a terra, con sei possibili sfondi, messaggi di testo personalizzabili e accompagnamenti musicali. Vengono messi a disposizione 20 brani musicali, ma si può utilizzare anche qualunque brano composto con il software The Music Studio, sempre della Activision.
La progettazione degli spettacoli avviene graficamente su un'apposita schermata, tramite menù, icone e un cursore mosso dal joystick. Uno spettacolo è definito da una serie di comandi, fino a 254, che verranno eseguiti in sequenza. I comandi vengono mostrati in una lista verticale scorrevole, anche stampabile. Includono sparare un certo tipo di fuoco d'artificio, avviare o interrompere un brano musicale, mostrare un messaggio statico o scorrevole alla base dello schermo, definire pause e ripetizioni. Per ogni comando può essere necessario impostare, spesso tramite barre indicatrici grafiche, vari parametri come colore, posizione e durata.
In ogni momento si può decidere di passare alla schermata di visualizzazione, dove lo spettacolo viene eseguito, anche partendo da punti intermedi.
Gli spettacoli possono essere salvati su disco anche in formato eseguibile, che non richiede il possesso del Fireworks Celebration Kit, ma consente di mostrare lo spettacolo, solo in modalità visualizzazione, su qualsiasi Commodore 64. Ciò permette ad esempio di consegnare biglietti di auguri animati sotto forma di dischetti; la confezione originale include un dischetto vuoto e una busta postale per questo scopo. Quasi tutti gli spettacoli già inclusi sono specifici per eventi come compleanni e lauree.